# Mandracchio

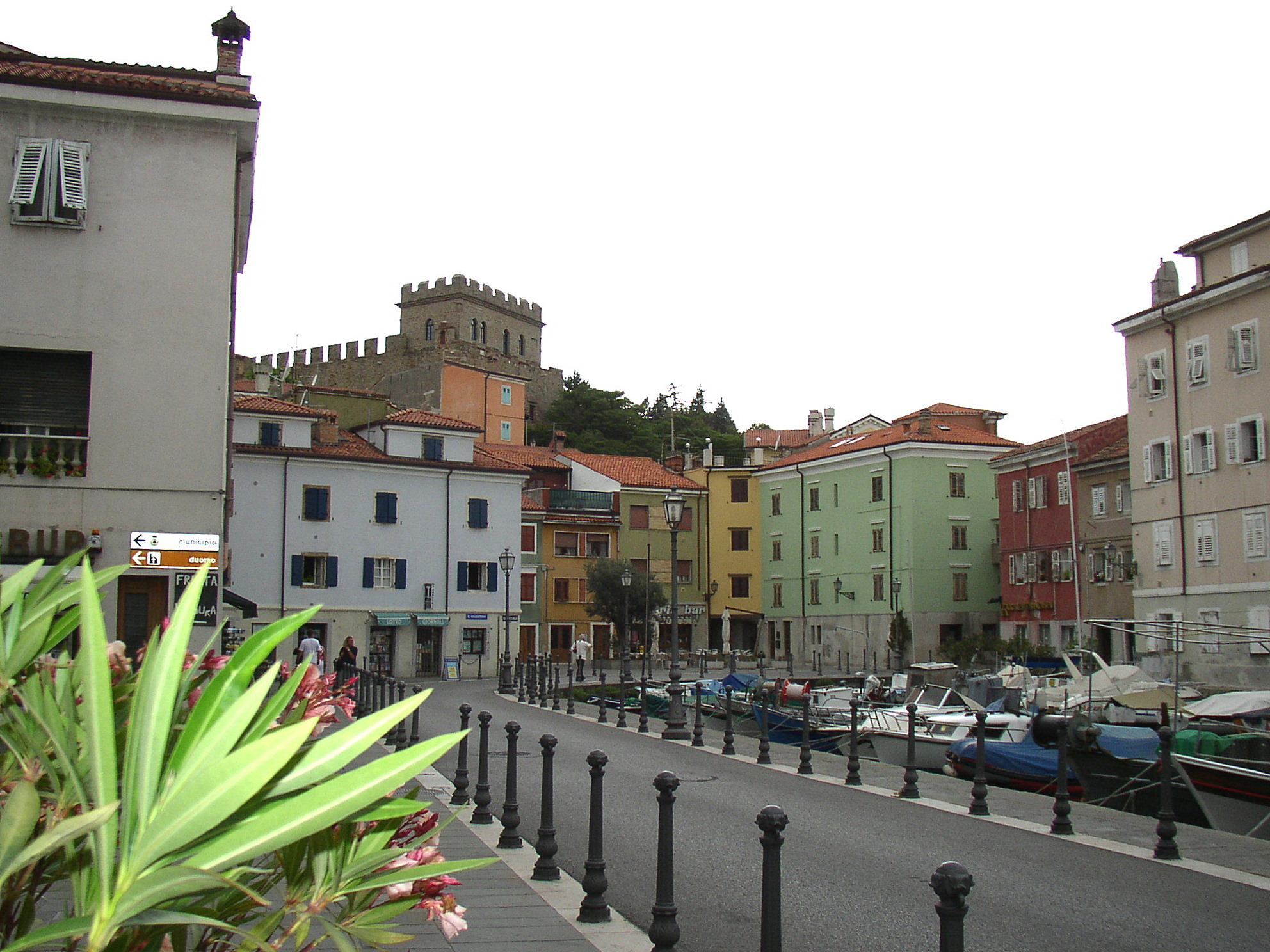
Il mandracchio di Muggia

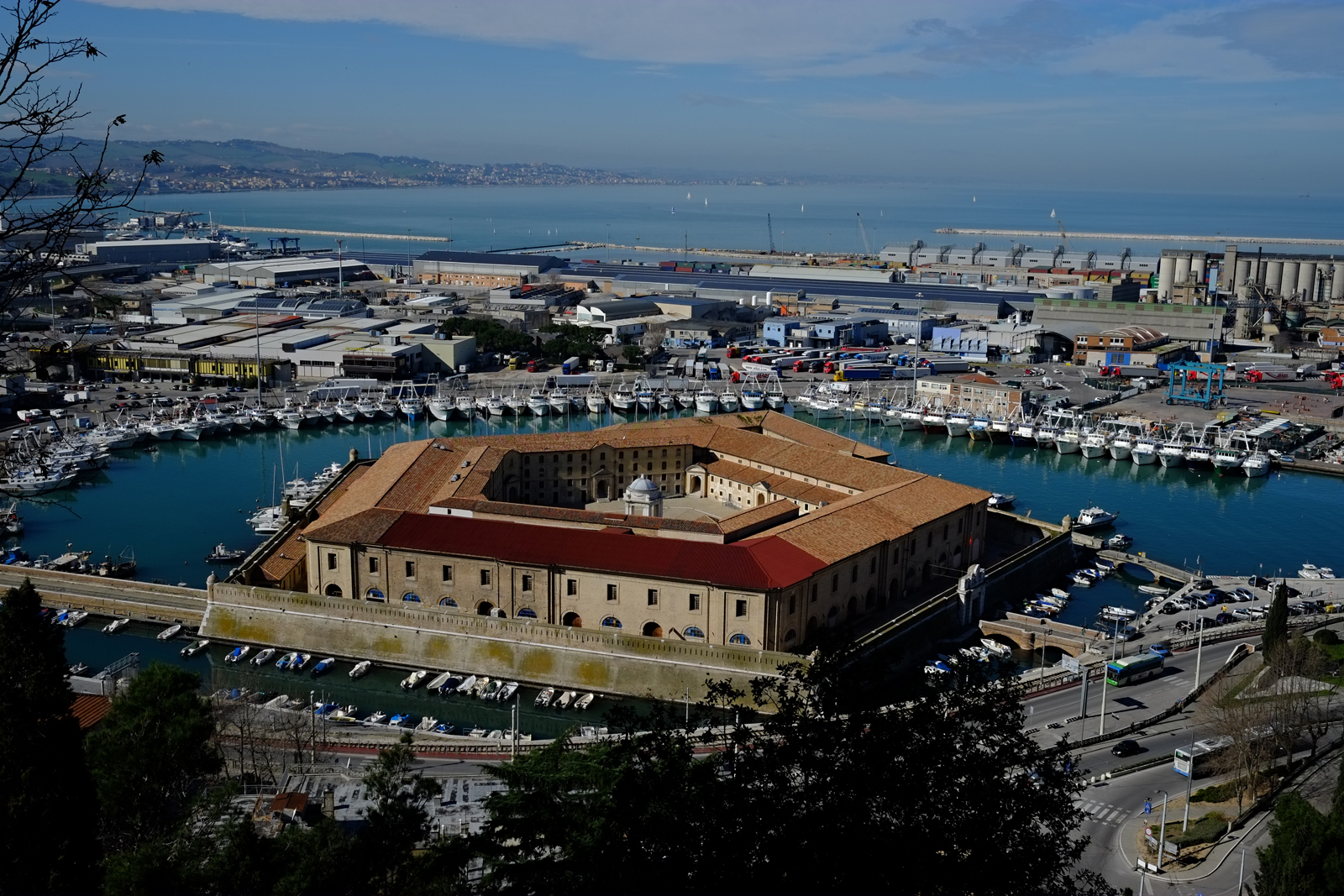
Il mandracchio di Ancona, intorno al Lazzaretto

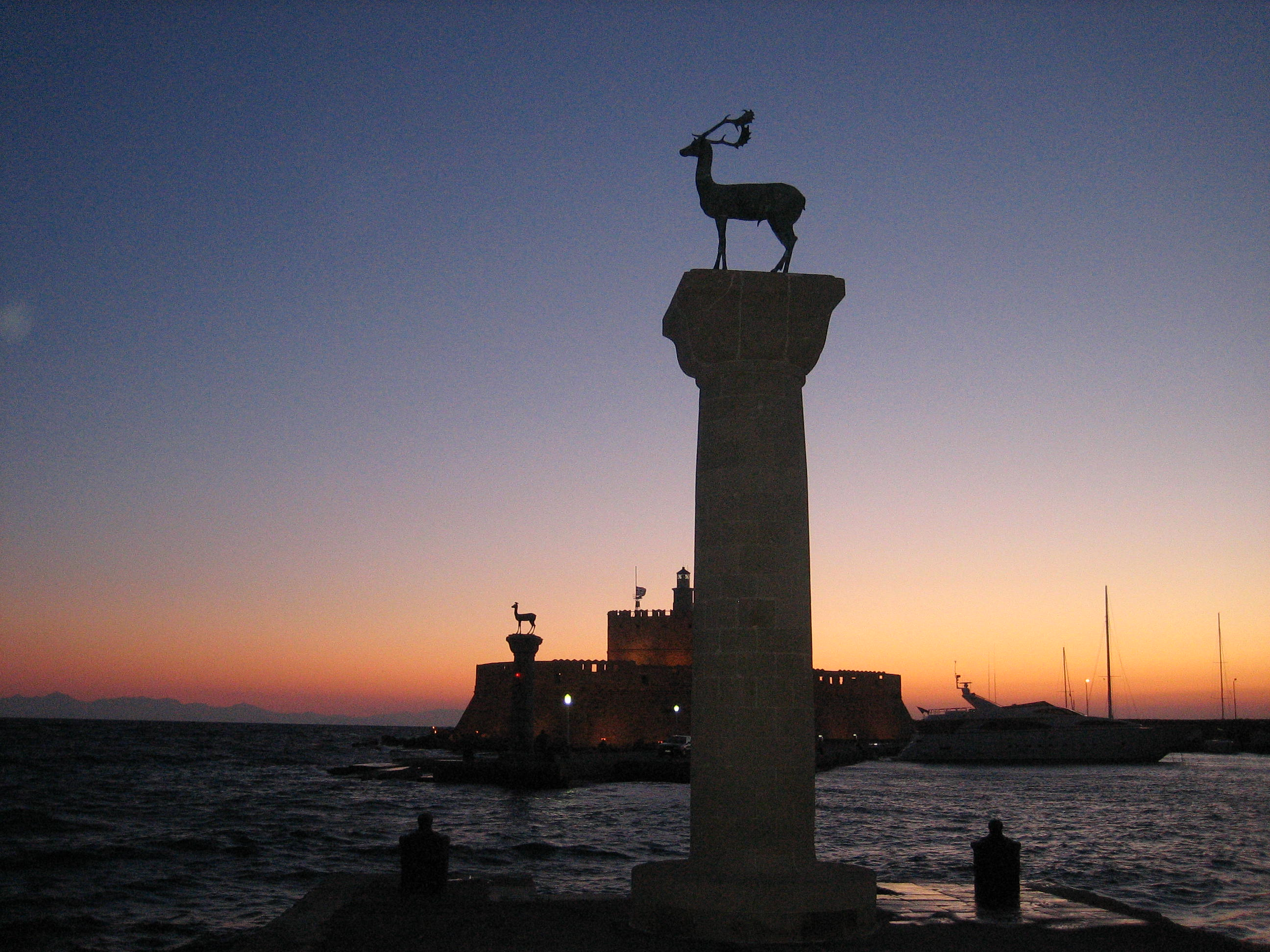
Il mandracchio di Rodi

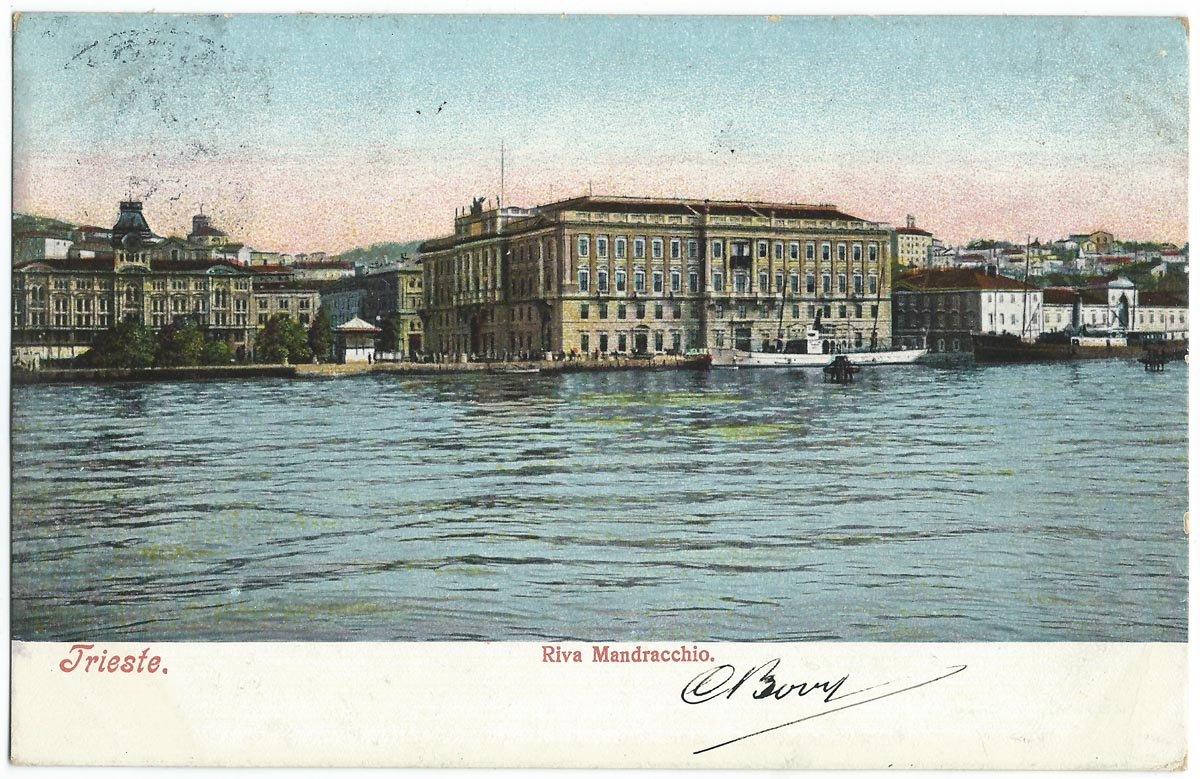
Riva del mandracchio, a Trieste

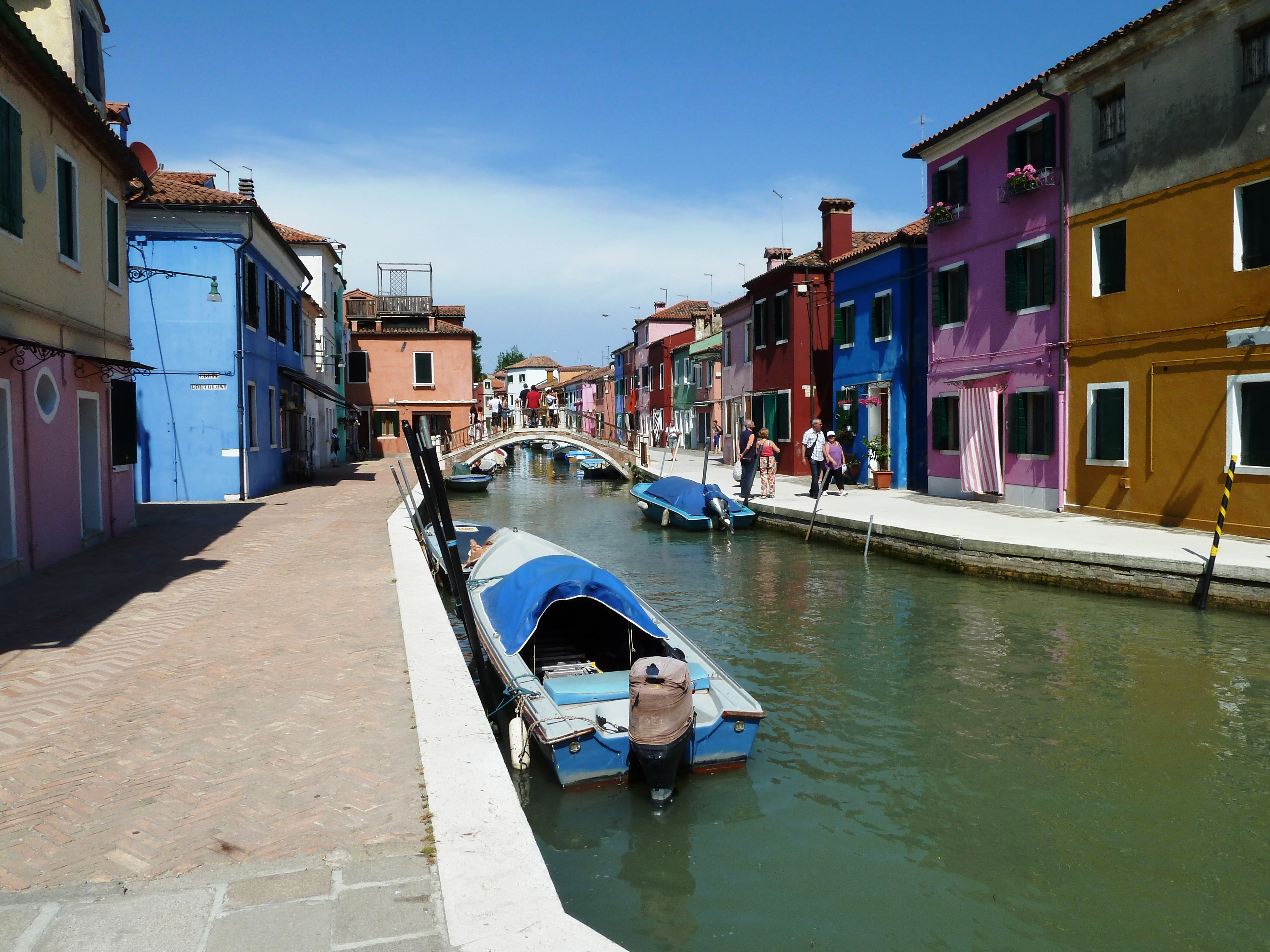
Rio del mandracchio, a Burano

Il nome mandracchio indica, in alcuni porti italiani, uno specchio d'acqua riservato all'ormeggio di un gran numero di battelli da pesca e di piccole imbarcazioni, come lance e chiatte. In linea di massima, il mandracchio occupa un'insenatura e in ciò si differenzia da un comune porticciolo.

## Mandracchi nel Mediterraneo
Ci sono mandracchi nel porto di Ancona, attorno al Lazzaretto vanvitelliano, in quello di Genova (indicato come mandraccio), in quelli della Spezia, di Grado, di Muggia, di Gaeta e di Ortona, in cui dà nome ad un molo. I mandracchi di Napoli e di Trieste sono stati interrati, ma hanno lasciato traccia nella toponomastica. Nell'Ottocento il termine "mandraccio" indicava una darsena del porto di Livorno. Mandracchi sono presenti anche in porti legati alla cultura italiana, come quelli istriani e dalmati (Cittanova, Pirano, Isola d'Istria e altri), quello di Malta (detto mandraggio) e quelli del Dodecaneso, tra cui Rodi (detto mandràki).
Per le particolarità geografiche della Laguna veneta, il mandracchio di Burano (in veneto mandracio) è un canale: il rio mandracchio.
Nell'importante centro peschereccio di San Benedetto del Tronto un rione della città è denominato "mandracchio", dato che nella spiaggia che un tempo lo bordava erano tirate in secca le imbarcazioni, una accanto all'altra. Altro rione denominato "mandracchio" esiste a Napoli, essendo anch'esso situato nei pressi di specchio di mare adibito all'ormeggio di piccole flotte.

## Etimologia
Il nome "mandracchio" deriva dal lat. mandra, “recinto, ricettacolo”, e dal suo diminutivo mandraculum, per intendere uno spazio organizzato per non ingombrare e per occupare il minore spazio possibile. In greco esiste la voce corrispondente, mandràki (μανδράκι), prestito mediterraneo come altre parole comuni a varie culture del mare. Oltre che a indicare il mandracchio di Rodi, è anche nome proprio di due centri costieri: Mandràki Nisyrou (Μανδράκι Νισύρου), nell'isola di Nisiro, nel Dodecaneso, e Mandràki Serròn (Μανδράκι Σερρών), nell'unità di Serres, in Macedonia Centrale.